# Rene Baptiste
Rene Baptiste ist ein Politiker aus St. Vincent und die Grenadinen.
Er vertrat vom 17. April 2001 bis zum 9. November 2010 den Wahlkreis West Kingstown im House of Assembly. In dieser Zeit war er bis zum 3. November 2005 Minister für Tourismus und Kultur, danach war er Minister für Stadtentwicklung, Kultur, Arbeit und Wahlangelegenheiten. Er ist Mitglied der Unity Labour Party.